# Tu viện Strahov

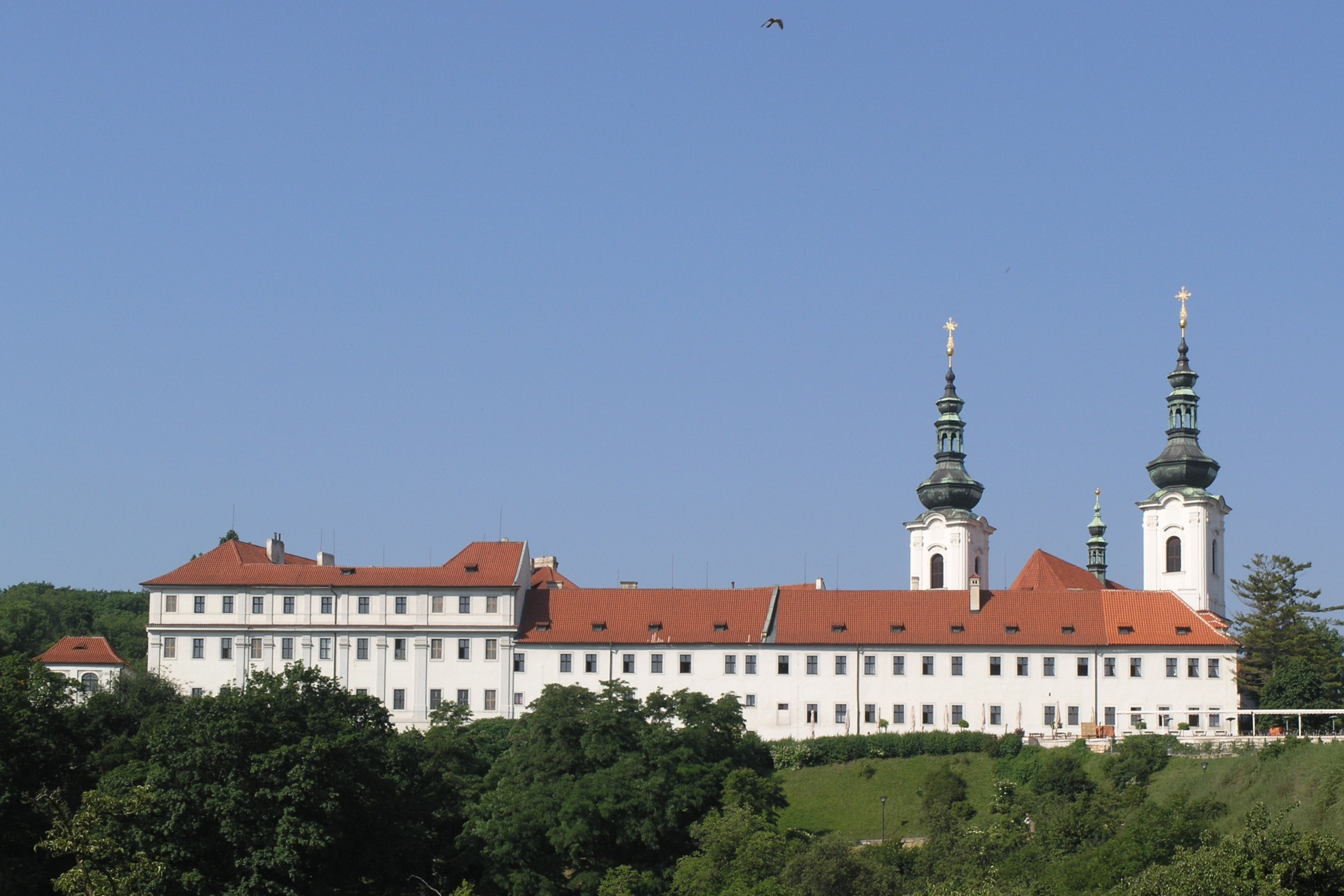
Tu viện Strahov nhìn từ đường Úvoz

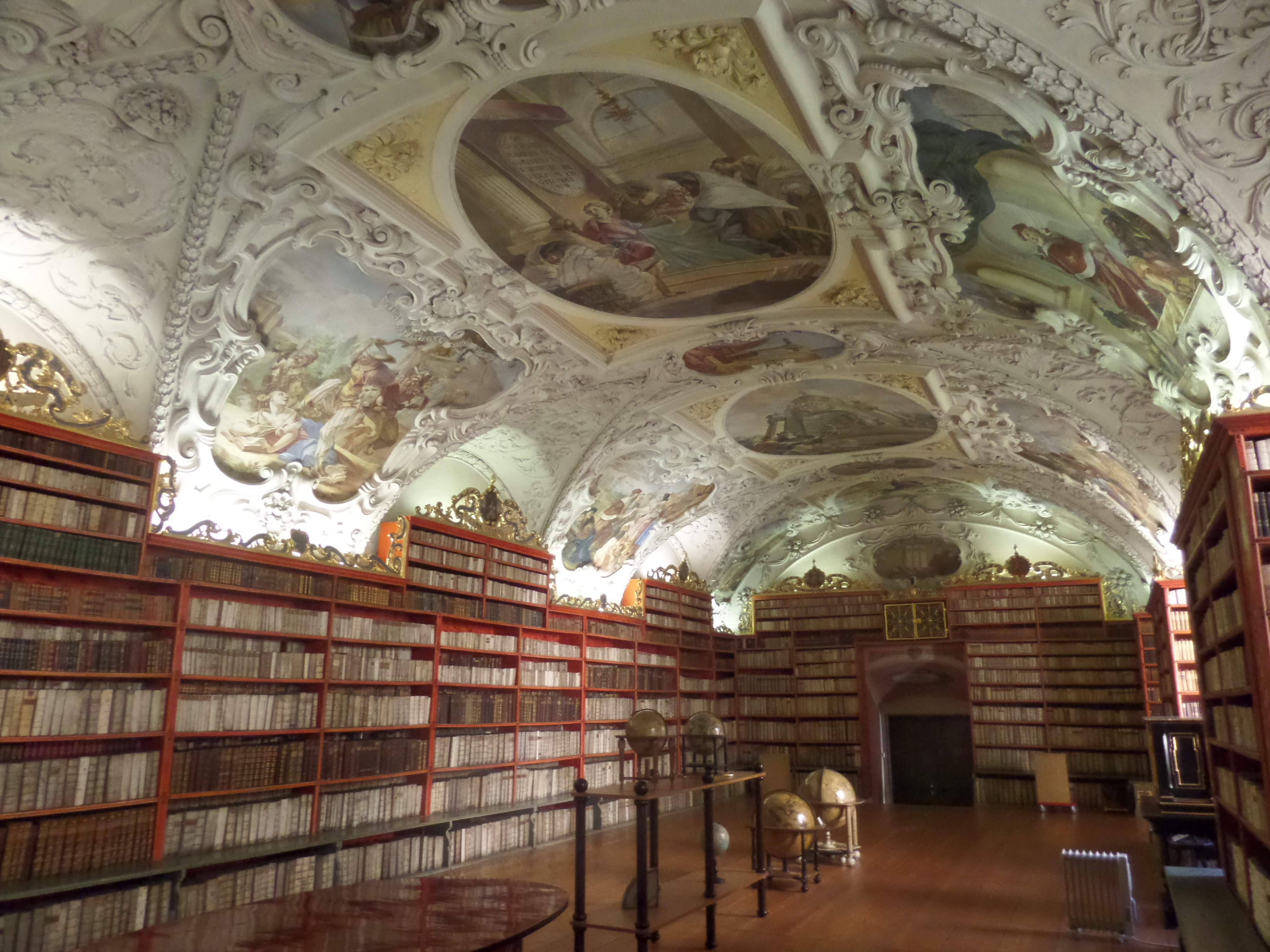
Thư viện tu viện

Tu viện Strahov (tiếng Séc: Strahovský klášter) là một tu viện dòng Premonstratenser được thành lập năm 1143 bởi Giám mục Jindřich Zdík, Giám mục John của Prague, và công tước Vladislav II. Nó nằm ở Strahov, Praha, Cộng hòa Séc.